# Diệp Vượng
Diệp Vượng (chữ Hán: 叶旺, ? – 1388), người Lục An, An Huy, tướng lãnh đầu đời Minh. Ông cùng Mã Vân là tướng lãnh trấn thủ Liêu Đông thuộc thế hệ đầu tiên, có công gầy dựng cơ sở ở vùng đất này.

## Khởi đầu binh nghiệp
Vượng vốn là Thiên hộ thuộc Trường Thương quân của Tạ Tái Hưng (cha vợ của Chu Văn Chính, Từ Đạt); sau khi Tái Hưng đầu hàng Trương Sĩ Thành, ông cùng Mã Vân tự bỏ về với Chu Nguyên Chương. Vượng nhiều lần tòng chinh, tích công dần được làm đến Chỉ huy thiêm sự.

## Trấn thủ Liêu Đông
Tướng cũ của nhà Nguyên là Lưu Ích làm Chỉ huy đồng tri thuộc Liêu Dương chỉ huy sứ tư của nhà Minh, bị bọn Bình chương Hồng Bảo Bảo, Mã Ngạn Huy mưu sát. Hữu thừa Trương Lương Tá, Tả thừa Thương Huýnh bắt giết Ngạn Huy, còn Bảo Bảo chạy về với Nạp Cáp Xuất nhà Bắc Nguyên. Năm Hồng Vũ thứ 4 (1371), nhằm tăng cường quản lý binh lực cho Liêu Đông, Minh Thái Tổ thiết lập Đô chỉ huy sứ tư để thống lãnh các vệ, sai Vượng cùng Mã Vân đều làm Đô chỉ huy sứ, trấn thủ đất ấy.
Năm thứ 8 (1375), nghe được con tin Hoàng Trù bị sát hại , đế cho rằng Nạp Cáp Xuất sắp xâm phạm, giáng sắc cho bọn Vượng phòng bị. Ít lâu sau, Nạp Cáp Xuất quả nhiên đem quân đến, thấy Liêu Dương phòng bị nghiêm ngặt, không dám đánh, bèn vượt Cái Châu vệ đến Kim Châu vệ. Quân Bắc Nguyên bị quân giữ Kim Châu đẩy lui, không dám quay lại đường cũ, men theo Tạc Hà, cách thành Cái Châu 10 dặm về phía nam mà trốn. Vượng trước tiên đem binh chẹn Tạc Hà; từ Liên Vân Đảo đến Quật Đà Trại, hơn 10 dặm ven sông đắp lũy, lấy băng làm tường, lại tưới nước lên, đông kết vững chãi như thành; trải ván đinh dưới cát, bên cạnh còn đào hố, rồi phục binh mà đợi. Mã Vân cùng bọn chỉ huy Chu Ngạc, Ngô Lập dựng đại kỳ trong thành, nghiêm binh không động, im lặng như không có người. Quân Bắc Nguyên đến phía nam thành, mai phục bốn phía nổi lên, đôi bên sườn núi cờ phướn rợp trời, tên đạn như mưa. Quân đội của Nạp Cáp Xuất bàng hoàng chạy ra Liên Vân Đảo, gặp tường băng, chạy sang bên cạnh thì rơi xuống hố, nên tan vỡ. Mã Vân từ trong thành xông ra, hợp binh truy kích đến Tướng Quân Sơn, Tất Lật Hà, khiến quân Bắc Nguyên bị chém chết và rét chết nhiều không đếm xuể. Quân Minh thừa thắng đuổi đến Trư Nhi Dục, Nạp Cáp Xuất một mình chạy thoát. Xét công, Vượng, Vân đều được tiến làm Đô đốc thiêm sự.
Năm thứ 12 (1379), Mã Vân rời Liêu Đông, Vượng tiếp tục ở lại trấn thủ. Gặp lúc Cao Ly sai sứ gởi thư cùng lễ vật, còn bọn Trịnh Bạch ở Long Châu xin nội phụ. Vượng báo lên, Minh Thái Tổ răn ông không được tự ý giao thiệp với nước ngoài, tránh bị dòm ngó tình hình biên thùy. Khi sứ giả quay về, Vượng không cho đi qua cửa khẩu. Năm sau (1380), Vượng lại đưa sứ giả Cao Ly là Chu Nghị vào kinh, Minh Thái Tổ lấy cớ vua Cao Ly bị hại (Cung Mẫn vương, năm 1374), còn chịu trách nhiệm cho cái chết của sứ giả nhà Minh, phản phúc không đáng tin, nghiêm trách bọn Vượng phải cắt đứt liên hệ, đồng thời giam giữ Chu Nghị.

## Hậu sự
Năm thứ 19 (1386), Vượng được triệu về làm Hậu quân đô đốc phủ Thiêm sự. Ở chức 3 tháng, Liêu Đông có cảnh báo, Vượng nhận mệnh trở lại trấn thủ. Tháng 3 ÂL năm thứ 21 (1388), Vượng mất.

## Đánh giá
Sử cũ nhận xét: Vượng cùng Mã Vân trấn thủ đất Liêu, riêng Vượng ở đấy rất lâu, trước sau lên đến 17 năm; họ xén gai góc, dựng quân phủ, vỗ về quân dân, mở ruộng hơn vạn khoảnh, làm nên lợi ích lâu dài, khiến người Liêu cảm ơn đức. Đầu thời Gia Tĩnh, triều đình xét công của hai người ở Liêu, mệnh cho hữu tư lập đền thờ, xuân thu cúng viếng.